# Phare de Dungeness
Pour les articles homonymes, voir Dungeness.
Le phare de Dungeness est un phare situé sur le cap de Dungeness, dans le Romney Marsh, une zone de basse-terre du comté du Kent en Angleterre. Il a remplacé le vieux phare de Dungeness.
Ce phare est géré par la Trinity House Lighthouse Service de Londres, l'organisation de l'aide maritime des côtes de l'Angleterre.
Il est maintenant protégé en tant que monument classé du Royaume-Uni de Grade II*.

## Histoire
Le premier feu a été érigé en 1615 sur une tour en bois de 10 m, accordé par le roi James 1er. Celui-ci fut vite remplacé, vingt ans plus tard, par une structure en brique. En 1790, il a été remplacé par une haute tour de 35 m, dont la lumière était émise par des lampes à huile de type Argand.
Le troisième phare fut pris en charge par Trinity House en 1836 et électrifié en 1862, devenant le premier phare alimenté électriquement en Angleterre. Mais la technique électrique n'étant pas encore très fiable, les lampes à huile ont repris du service.
Le quatrième phare a été construit en 1904 sur ce site de la péninsule de Dungeness. C'est une ronde ronde en brique de 43.5 m de haut, avec galerie et lanterne. La tour est totalement peinte en noir, la galerie et la lanterne sont en blanc. La maison des gardiens est à proximité. Il a été désaffecté en 1960 et été remplacé en raison du fait que sa lumière a été en partie cachée par la centrale nucléaire voisine.
Le phare actuel est le cinquième phare qui a été mis en service le 20 novembre 1961 et est construit en anneaux en béton préfabriqué. Son motif de bandes noires et blanches est imprégné dans le béton.
Identifiant : ARLHS : ENG-085 - Amirauté : A0876 - NGA : 1220 .
|                |
| Phare en 1884. |

|                       |
| Ancien phare de 1904. |

### Lien connexe
- Liste des phares en Angleterre